# Lysibia nana
Lysibia nana is een insect dat behoort tot de orde vliesvleugeligen (Hymenoptera) en de familie van de gewone sluipwespen (Ichneumonidae). De wetenschappelijke naam van de soort werd voor het eerst geldig gepubliceerd door Gravenhorst in 1829.
Lysibia nana is een secundaire hyperparasiet, die parasiteert op wespen van Cotesia glomerata, die parasiteren op het klein koolwitje.